# Лаваш
Лаваш је традиционални пљоснати бесквасни хлеб који се вековима припрема у Јужном Кавказу, средњој Азији и областима око Каспијског мора. Пече се у тандиру - металној или глиненој овалној пећи, или на сају (саџ, код нас познат и као таландара) - конкавној, кружној металној посуди испод које се ложи ватра. Једна је од најраспрострањенијих врста хлеба у Јерменији, Азербејџану, Ирану и Турској. Традиционални рецепт се може прилагодити модерној кухињи.
Заједничка култура печења пљоснатог хлеба у Азербејџану, Ирану, Киргистану, Казахстану и Турској уврштена је 2016. године на Унескову Листу нематеријалног културног наслеђа човечанства.

## Карактеристике и употреба
Лаваш је дебљине нешто веће од палачинки, а може бити дугачак и до пола метра. Једе се рукама, уз свако јело. Може се умакати у супу, млеко или кисело млеко, мазати маслацем, пунити сиром, разним салатама од поврћа или меса, а потом увити у ролну попут палачинке, а негде се служи и са алвом.
Готов лаваш може се чувати и до 4 месеца. Да би се могао правилно и дуже чувати, требало би да буде сув, а лепиње треба сложити јену на другу. Чува се на сувом месту, а пре конзумирања треба га мало навлажити и прекрити крпом око пола сата. Овакав лаваш је готово исти као свеже испечени.
Традиционално се лаваш прави без, али може и са квасцем. Лаваш који се припрема са квасцем приликом печења се надује попут сомуна, па се такав хлеб у Турској зове ”балон лаваш”.
Лаваш хлеб се користи у различитим оброцима и разним пригодама и ритуалима као што су венчања, рођендани, сахране, верске церемоније и гозбе. У неким деловима Ирана и Азербејџана, комад лаваша ставља се на невестина рамена или се мрви и посипа по њеној глави као знак плодности и тражења благослова. У Турској се даје комшијама младожење и невесте. У Казахстану људи верују да лаваш штити мртве, а у Киргизстану се сматра да ће његово давање олакшати загробни живот.

### Калоријска вредност
У 100 г лаваша има 227 калорија.

## Историја
Лаваш се сматра једном од најстаријих врста хлеба, који се пекао у глиненој пећи - тандиру још пре око 6000 година. Адам Олеаријус, немачки дипломата, путописац, филолог, књижевник, географ и математичар, још је у 17. веку писао је о азербејџанском хлебу: „Присутне су разлите врсте хлеба, направљене од пшеничног брашна, као што су: комац – бисквит дебео око три прста и дугачак као половина лаваша, затим лаваш – округли хлеб, пискеш – дужине једног лакта, који се пече прилепљен за кућну пећ и прошаран је са пет бразди, сенгек – умешен на округлим посудама, и на послетку јуха – танак хлеб, готово као папир, дужине једне руке и приближно исто толико и широк.” У писаним изворима из 19. века помиње се да и Татари такође припремају лаваш хлеб, назван бак лаваш, а да се у турским селима припремају лаваш пите.
О лавашу и производима насталим од њега написано је и неколико научних истраживања. У књизи „Јерменска кухиња“ из 1960. године се по први пут спомињу термини Јерменски лаваш хлеб и Матнакаш.

## Нематеријално културно наслеђе човечанства
Заједничка култура печења пљоснатог хлеба у Азербејџану, Ирану, Киргистану, Казахстану и Турској, носи са собом и друштвене функције које су омогућиле да се настави са традицијом која се широко практикује. Пљоснати лаваш хлеб је заједнички културни елемент у регији средње Азије који промовише културу гостопримства и афирмацију идентитета.
У припреми лаваша учествују најмање три особе, углавном чланови породице, од којих свака има своју улогу у том процесу. У руралним срединама комшије заједно праве хлеб. Лаваш хлеб се, такође, прави у традиционалним пекарама, у тандиру/тануру (земљана или камена пећ), саџ (или сај - метална плоча) или казану. 
Традиција која се преноси у оквиру породице или са мајстора на шегрта, изражава гостопримство, солидарност и преноси одређена веровања која симболизују заједничке културне корене који јачају припадност заједници. Култура прављења лаваш хлеба је уписана на Унеско листу нематеријалног културног наслеђа 2016. године.

## Галерија
- Статуа на улазу у Историјски музеј у Сисиану (Јерменија): жена која меси лаваш
- Жене праве лаваш на Фестивалу нара који се сваке године одржава у Азербејџану.
- Припремање лаваша у Јерменији
- Различите врсте лаваша које се продају у Јеревану
- Лаваш „сендвич”